# Романовская волость (Медынский уезд)
Рома́новская во́лость — административно-территориальная единица 3-го стана  Медынского уезда Калужской губернии Российской Империи. Волостной  центр — сельцо (в 1913-м году)  Романово. 

## География
Волость находилась на северо-западе уезда.

## Состав
В 1913 году в неё входили населённые пункты (курсивом показаны бывшие):
- Баракова, деревня, земская школа 55°01′24″ с. ш. 35°45′57″ в. д.HGЯO— на реке Медынка
- Березовка, деревня — 54°57′12″ с. ш. 35°45′32″ в. д.HGЯO — у реки Шаня
- Бобровка, деревня
- Бордуково (Сковородово), село
- Быкшево, деревня 54°57′59″ с. ш. 35°48′22″ в. д.HGЯO— на реке Перетынка
- Вотчинка (Копылово), сельцо
- Выселки (Кудашево), деревня 54°56′48″ с. ш. 35°40′25″ в. д.HGЯO
- Глебово (Лаптево), деревня — 55°02′03″ с. ш. 35°44′08″ в. д.HGЯO — у реки Барановка
- Дарьино, деревня, земская школа
- Дошино, сельцо, церковно-приходская школа
- Дряблово, деревня 54°58′46″ с. ш. 35°42′30″ в. д.HGЯO— у реки Шаня
- Екатериновка(Чукаево), деревня
- Елешня (Юдино), деревня
- Елешня(г. Розенберг), деревня
- Жеребятниково, сельцо
- Ивановское (Хрипово), сельцо
- Маслово (Копылово), деревня 55°02′47″ с. ш. 35°43′18″ в. д.HGЯO
- Меньшово, деревня 54°59′58″ с. ш. 35°44′52″ в. д.HGЯO
- Митрохино, деревня
- Михальчуково, сельцо
- Натальинка (Гомзики), деревня
- Николо-Матрёнино, село
- Новосёлки (Голодаевка), деревня 55°01′18″ с. ш. 35°43′21″ в. д.HGЯO — у дороги Медынь-Гжатск
- Обухово, деревня
- Покровка, деревня
- Поповка, деревня 55°00′24″ с. ш. 35°41′59″ в. д.HGЯO
- Пятница-Городня, село
- Ракотино, сельцо
- Романово, сельцо, земская школа
- Реутово, деревня
- Рябинки (Горбачиха), деревня 55°03′38″ с. ш. 35°44′54″ в. д.HGЯO— у реки Русановка
- Саларьево, хутор54°58′04″ с. ш. 35°49′03″ в. д.HGЯO
- Степановская, деревня
- Терентьево, сельцо, земская школа 55°00′21″ с. ш. 35°38′31″ в. д.HGЯO— у реки Мощенка
- Черепино, хутор
- Шелаево, сельцо, земская школа
- Шумово, деревня